# Eneas Piccolomini
Eneas Piccolomini (Siena, 1840 - 1910) fou un hel·lenista italià.
Fou professor honorari de grec en les Universitats de Pisa i de Roma, i membre corresponent de l'Acadèmia dels Líncei. Estava en possessió de diverses condecoracions i del títol del comte.
Entre les seves publicacions i figuren:
- Due documenti ad acquisti di codici greci...con aggiute e rettificazioni, (1873-74)
- Del carme intitolato <<Sulpicia>>... (1874)
- Intorno alle condizione ed alle vicende della libreria mecea privata: ricerche (1875)
- Sulla essenza e sul metodo della filologia classica, (1877)
- Sopra alcuni luoghi delle <Nubi> di Aristofane (1878)
- Sulla <Griechische Paleographie von Gardthausen> (1880)
- Sulla leggenda di Timone il misantropo (1884)
- La simulata pazzia di Solone ´l'elegia <Salamis> (1887)
- I carmi di Eroda recentemente scoperti (1892)
- In Aristotelem et Herodam animadversiones críticae (1892)
- Nuove ossevazioní sugli Ucelli di Aristofane (1893)
- Le odi di Bacchilide (1898)
- Sul testo dei frammenti dell'Evangelio e dell'Apocalipssi del Pseudo Pietro (1899, etc.